# Rishiri (Insel)
Die Insel Rishiri (jap. 利尻島, Rishiri-tō) steigt aus dem Japanischen Meer vor der Küste von Hokkaidō aus dem Meer auf. Die Insel wird von dem kegelförmigen Gipfel des inaktiven Vulkans Rishiri gebildet. Zusammen mit der Insel Rebun und dem Küstengebiet von Sarobetsu gehört die Insel zum Rishiri-Rebun-Sarobetsu-Nationalpark. 
Die wichtigsten Wirtschaftszweige der Insel sind Tourismus und Fischfang. Die Insel hat etwa 63 km Umfang und eine Fläche von 182,09 km².

## Etymologie
Der Name Rishiri stammt von Ainu rii-shiri, was „hohe Insel“ bedeutet.

## Sehenswürdigkeiten
- Kap Peshi auf der Ostseite des Hafens Washidomari
- Kap Senhoshi
  - Neguma- (Schlafender Bär-) Felsen
- Jimmen-Felsen
- Ponmoshiri-Insel
- Hime-Marsch
- Menūshoro-Marsch
- Otatomari-Marsch

## Gemeinden
Die Insel und ihre Gemeinden gehören zum Landkreis Rishiri der Unterpräfektur Sōya der Präfektur Hokkaido. 
Der Landkreis besteht aus den Städten Rishiri und Rishirifuji.
Zu diesen Städten gehören folgende Stadtteile, aufgelistet vom Norden der Insel im Uhrzeigersinn:
- Oshidomari
- Himenuma
- Oniwaki
- Numaura
- Misaki
- Senposhi
- Kusure
- Randomari
- Kutsugata
- Shinminato
- Motodomari

## Transport
- Fähren verkehren nach Rebun, Wakkanai und Otaru
- Flugverbindung besteht nach Wakkanai
- Ein Bus verkehrt auf einem Ringverkehr um die Insel.

## Geschichte
Ranald MacDonald landete 1848 auf Rishiri.